# 米娜 (意大利歌手)
米娜（義大利語：Mina，原名：Anna Maria Mazzini，1940年3月25日—），意大利女歌手、電視節目主持人，於1960年代至1970年代中期為意大利其中一個最知名的藝人。

## 外部連結
- Mina在互联网电影资料库（IMDb）上的資料（英文）